# Dianthus multinervis
Dianthus multinervis är en nejlikväxtart som beskrevs av Roberto de Visiani. Dianthus multinervis ingår i släktet nejlikor, och familjen nejlikväxter. Inga underarter finns listade i Catalogue of Life.

## Bildgalleri

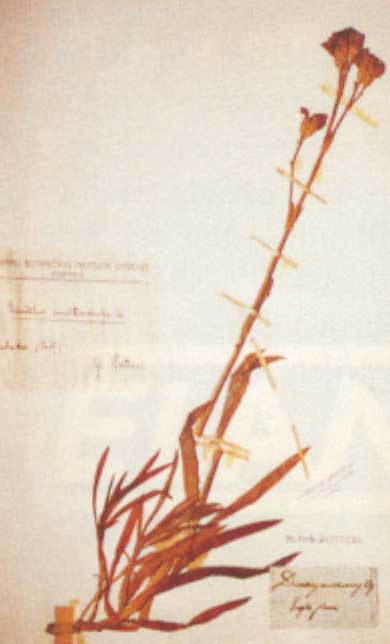